# Rudi Schumann
Rudi Schumann (n. 15 februarie 1947, Großdeuben⁠(d), Republica Democrată Germană, Germania) este un voleibalist ce a reprezentat Republica Democrată Germană, medaliat olimpic. A participat la 2 ediții ale Jocurilor Olimpice (1968, 1972) în care a câștigat o medalie de argint.